# Sendelingsdrift

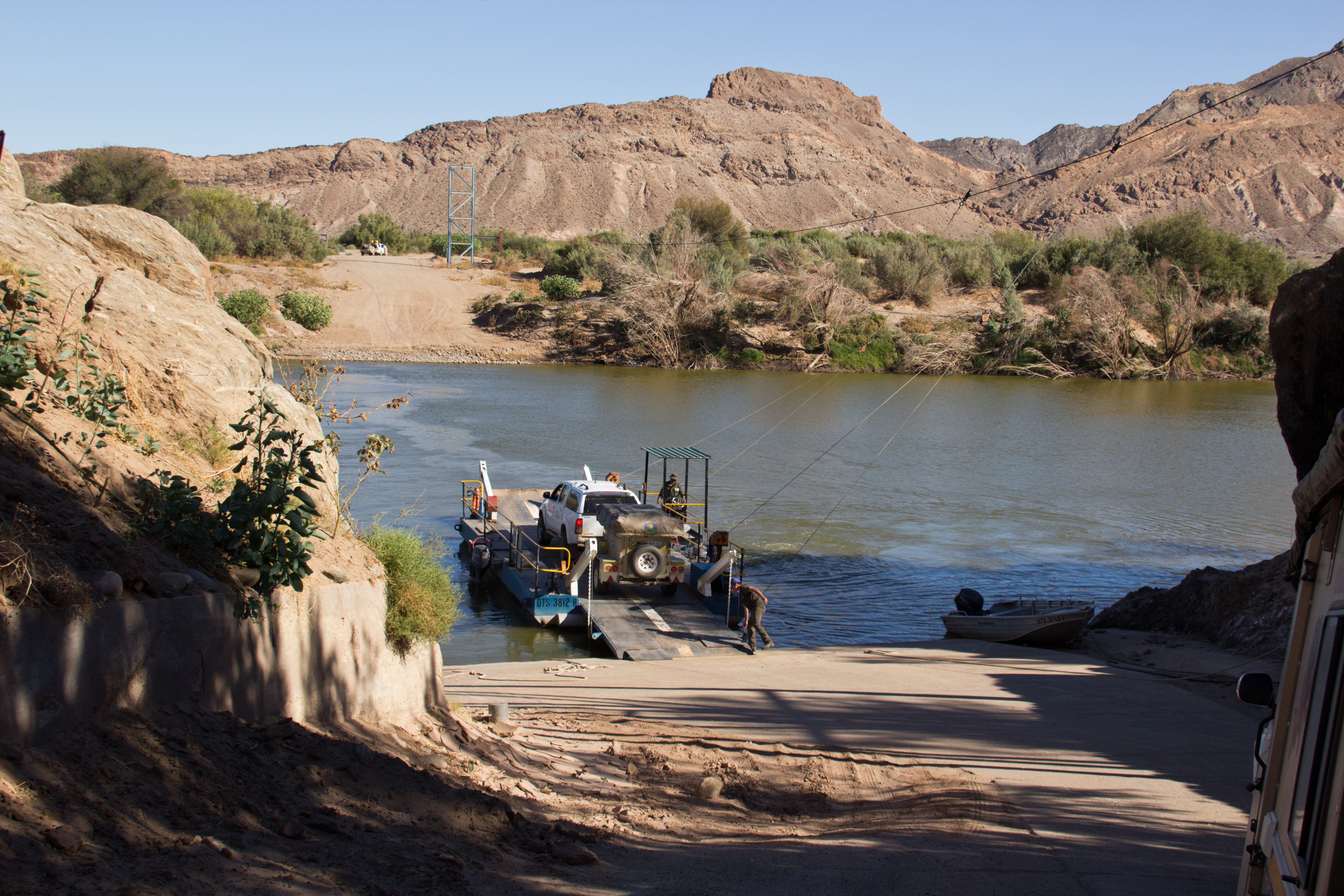
Grenzübergang Sendelingsdrift in Richtung Namibia

Sendelingsdrift (auch Sendelingsdrif) ist ein Grenzübergang zwischen Namibia und Südafrika. Die Grenzüberfahrt findet per Pontonfähre über den Oranje statt. Der Übergang befindet sich im grenzüberschreitenden ǀAi-ǀAis Richtersveld Transfrontier Park. Auf südafrikanischer Seite liegt das gleichnamige Rastlager Sendelingsdrif.
Seit Anfang November 2014 befindet sich auf namibischer Seite das Diamanten-Bergwerk Sendelingsdrif. Hier sollen bis zu 300.000 Karat pro Jahr gewonnen werden.